# Печениця
Пе́чениця (болг. Печеница) — село в Разградській області Болгарії. Входить до складу общини Ісперих.

## Населення
За даними перепису населення 2011 року у селі проживали 297 осіб.
Національний склад населення села:
| Національність   | Кількість осіб | Відсоток |
| ---------------- | -------------- | -------- |
| турки            | 245            | 95,7%    |
| цигани           | 11             | 4,3%     |
| болгари          | 0              | 0%       |
| інша             | 0              | 0%       |
| не визначились   | 0              | 0%       |
| Всього відповіли | 256            |          |

Розподіл населення за віком у 2011 році:
Динаміка населення: